# Loren Legarda
Loren Legarda (ur. 28 stycznia 1960), filipińska polityk i była dziennikarka. Senator w latach 1998-2004 oraz od 2007. Kandydatka na wiceprezydenta w wyborach w 2004 oraz w 2010. 

## Kariera zawodowa
Loren Legarda urodziła się w 1960 w Manili. Jako nastolatka była popularną modelką reklamową. Uczęszczała do katolickiego Assumption College. Ukończyła studia na Uniwersytecie Filipińskim (University of the Philippines), a następnie National Defense College of the Philippines. 
Swoją karierę dziennikarską rozpoczęła jako reporterka stacji telewizyjnej RPN-9. Następnie związała się z największą korporacją medialną ABS-CBN, w której prowadziła program "The World Tonight". Podczas swojej 20-letniej pracy w telewizji otrzymała przeszło 30 różnych nagród.

## Kariera polityczna
W 1998 ubiegała się o mandat senatorski z ramienia partii Lakas-Chrześcijańsko-Muzułmańscy Demokraci (Lakas-Christian Muslim Democrats). Uzyskała 15 milionów głosów, co stanowiło najwyższy wynik w wyborach. W 2001 została wybrana liderem większości w Senacie.
Senator Legarda odegrała kluczową rolę w uwolnieniu pięciu wojskowych, porwanych przez partyzantów w kwietniu 1999. W kwietniu 2001 przewodziła misji humanitarnej, mającej doprowadzić do uwolnienia majora Noela Buana, od dwóch lat przebywającego w niewoli. Była autorką ustaw chroniących kobiety i dzieci przez przemocą domową oraz nielegalnym handlem. 
Loren Legarda jest także aktywną działaczką ekologiczną. W Turynie w 2001 otrzymała od UNEP nagrodę za program "Zielone Filipiny", w ramach którego posadzono na archipelagu ponad dwa miliony drzew. W 2000 otrzymała tytuł Globalnego Lidera Jutra (Global Leader for Tomorrow) podczas Światowego Forum Ekonomicznego w Davos. 
W 2003 odeszła z rządzącej partii Lakas-CMD i przystąpiła do opozycji. W wyborach w 2004 wzięła udział jako kandydatka na wiceprezydenta u boku Fernando Poe Jr. Zajęła drugie miejsce z wynikiem 46,9% głosów, za Nolim de Castro. Otrzymała o 800 tys. głosów mniej od niego. 
W wyborach w 2007 zdobyła miejsce w Senacie jako kandydatka opozycji (Nationalist People's Coalition). W wyborach w maju 2010 ubiegała się o urząd wiceprezydenta u boku Manny Villara.